# Hannah Wiegele
Hannah Wiegele (* 22. September 2001) ist eine österreichische Skispringerin.

## Werdegang
Hannah Wiegele ist die Tochter des früheren Skispringers Franz Wiegele, der sie anfangs auch trainierte. Die ehemaligen Skisportler David und Lisa Wiegele sind ihre Geschwister.
Sie startete erstmals auf internationaler Ebene im Rahmen eines Wettbewerbs des Alpencups am 16. September 2017 in Seefeld in Tirol, wo sie den 35. Platz belegte. Daraufhin folgten weitere Wettbewerbsteilnahmen sowohl im Alpencup als auch im FIS Cup; als beste Resultate bisher gelangen ihr verschiedene Top-10-Platzierungen. Wiegele startete am 8. und 9. August 2019 in Szczyrk erstmals im Continental Cup; hier erreichte sie die Plätze 41 und 40. Nach weiteren Wettbewerbsteilnahmen am Continental Cup erreichte sie auch erste Top-30-Platzierungen und damit ihre ersten Continental-Cup-Punkte. Am 15. August 2020 debütierte Wiegele in Frenštát pod Radhoštěm im Sommer-Grand-Prix 2020, wo sie den 26. und vorletzten Platz belegte.

## Statistik

### Weltcup-Platzierungen
| Saison  | Platz | Punkte |
| ------- | ----- | ------ |
| 2022/23 | 38.   | 083    |

### Grand-Prix-Platzierungen
| Saison | Platz | Punkte |
| ------ | ----- | ------ |
| 2020   | 26.   | 005    |
| 2022   | 32.   | 031    |
| 2023   | 57.   | 010    |

### Intercontinental-Cup-Platzierungen
| Saison  | Platz | Punkte |
| ------- | ----- | ------ |
| 2023/24 | 02.   | 571    |

### Continental-Cup-Platzierungen
| Saison  | Platz | Punkte |
| ------- | ----- | ------ |
| 2019/20 | 77.   | 028    |
| 2020/21 | 01.   | 200    |
| 2021/22 | 02.   | 450    |